# Worrbar
Worrbar är en holme i Marshallöarna.   Den ligger i kommunen Wotho, i den nordvästra delen av Marshallöarna, 700 km nordväst om huvudstaden Majuro. Worrbar ligger 10 meter över havet.